# John Webster
John Webster (asi 1580, Londýn – po 1625, asi tamtéž) byl anglický dramatik pozdní renesance (období tzv. alžbětinského divadla), proslulý zejména svou tragédií Vévodkyně z Amalfi (1613, Duchess of Malfi).

## Život
O jeho životě toho není příliš mnoho známo. Ví se, že byl synem londýnského výrobce kočárů, že pravděpodobně vystudoval práva na Middle Temple v Londýně a že se oženil již v sedmnácti letech. Po roce 1602 začal spolupracovat se skupinou dramatiků (např. Thomas Dekker, Thomas Middleton a další) na různých divadelních hrách (historické hry a komedie), z nichž většina nebyla nikdy vydána tiskem. První jeho samostatnou hrou je Bílá ďáblice (The White Devil) z roku 1612. Své vrcholné dílo, tragédii Vévodkyně z Amalfi (Duchess of Malfi) vytvořil roku 1613. V umělecké práci pokračoval ještě v polovině dvacátých let.
Datum jeho smrti není známo. Mohl zemřít kdykoliv po roce 1625. Jisté je, že Thomas Heywood ve své didaktické básni Hierarchie of the Blessed Angels (Hierarchie blahoslavených andělů) z listopadu 1634 již o něm hovoří jako o mrtvém.

## Dílo
- Hry napsané společně s Michaelem Draytonem, Thomasem Dekkerem, Thomasem Middletonem a Anthonym Mundaym:
  - Caesar's Fall (asi 1602, Caesarův pád), dnes ztracená historická hra,
  - Christmas Comes but Once a Year (1602, Vánoce jsou jen jednou za rok), komedie,
  - Lady Jane (1602, Jana Greyová), dnes ztracená historická hra o Janě Greyové, která byla de facto královnou Anglie a Irska devět dní v roce 1553.
- Hry napsané společně s Thomasem Dekkerem:
  - Northward Ho! (1604, Na sever!), tiskem 1607, komedie,
  - Westward Ho! (1604, Na západ!), tiskem 1607, komedie,
  - The Famous History of Sir Thomas Wyatt (1604, Slavná historie sira Thomase Wyatta) tiskem 1607, dvoudílná historická hra.
- The Malcontent (1604, Nespokojenec), komedie, společně s Johnem Marstonem, Webster však komedii pravděpodobně jen poněkud rozšířil.[2]
- Appius and Virginia (Appius a Virginie), datum vzniku hry je neznámé, klade se od roku 1608 až do roku 1623, tiskem 1654, tragédie, společně s Thomasem Heywoodem.
- The White Devil (1612, Bílá ďáblice), tiskem v tom samém roce, první Websterova samostatná hra, tzv. tragédie pomsty, plná ničivých vášní.
- Duchess of Malfi (1613, Vévodkyně z Amalfi), tiskem 1523, Websterova nejlepší tragéde,[1] jejíž námět pochází ze sbírky překladů italských renesančních novel The Palace of Pleasureˇ (1566, Palác potěšení) od Williama Paintera. Jde o chmurnou až krutou tragédii, vyznačující se složitou zápletkou plnou intrik, a vystihující korupci dvorského života i úpadek morálních hodnot. Osou děje je marný boj osamělé hrdinky proti majetkuchtivým příbuzným a za právo na samostatný citový život.
- A Monumental Column (1613, Památný sloup), elegie na smrt prince Jindřich Stuarta, syna krále Jakuba I.
- The Devil's Law Case (asi 1617, Ďáblův právní případ), tiskem 1623, tragikomedie,
- Anything for a Quiet Life (1621, Cokoliv za klidný život), tiskem až 1666, komedie napsaná ve spolupráci s Thomasem Middletonem,
- A Cure for a Cuckold (1624 Lék pro paroháče), tiskem až 1661, komedie napsaná společně s Willamem Rowleyem,
- Monuments of Honour (1624, Pomníky cti), maska.

## Česká vydání
- Vévodkyně z Malfi, Dilia, Praha 1970, přeložil Vladimír Pražák,
- Nespokojenec, Dilia, Praha 1977, přeložil Zdeněk Hron,
- Bílá ďáblice, Dilia, Praha 1982, přeložil František Fröhlich,
- Bílá ďáblice, antologie Alžbětinské divadlo III. – Drama po Shakespearovi, Odeon, Praha 1985, přeložil František Fröhlich,
- Vévodkyně z Amalfi, antologie Alžbětinské divadlo III. – Drama po Shakespearovi, Odeon, Praha 1985, přeložil Alois Bejblík,
- Vévodkyně z Amalfi, Artur, Praha 2008, přeložil Alois Bejblík.